# Dorfkirche Kirch Stück

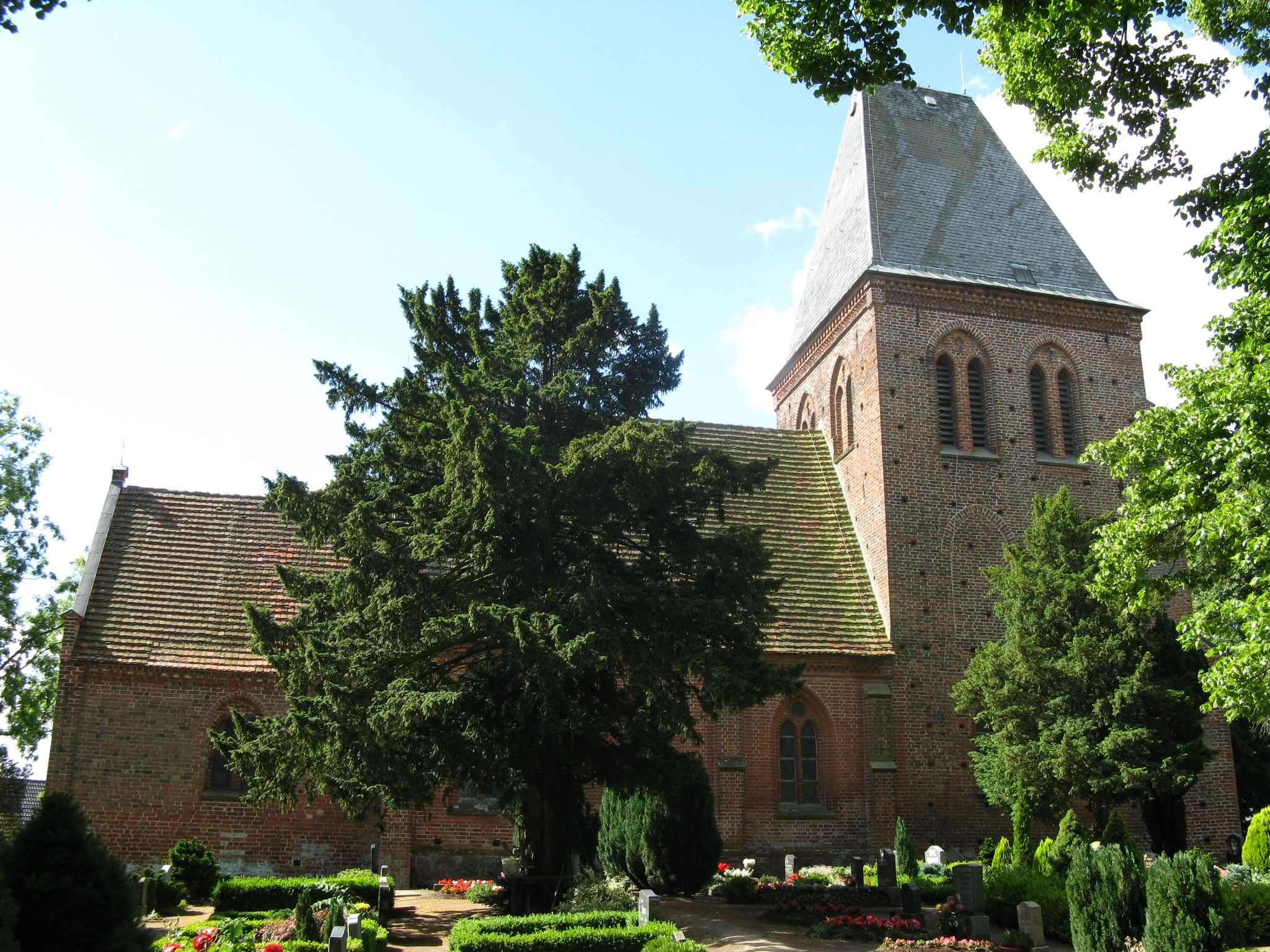
Dorfkirche Kirch Stück (2008)

Die evangelische Dorfkirche Kirch Stück ist eine gotische Backsteinkirche im Ortsteil Kirch Stück von Klein Trebbow im Landkreis Nordwestmecklenburg in Mecklenburg-Vorpommern. Sie gehört zur Kirchengemeinde Alt Meteln-Cramon-Groß Trebbow in der Propstei Wismar in der Region Schwerin-Land der Evangelisch-Lutherischen Kirche in Norddeutschland (Nordkirche).

## Geschichte und Architektur

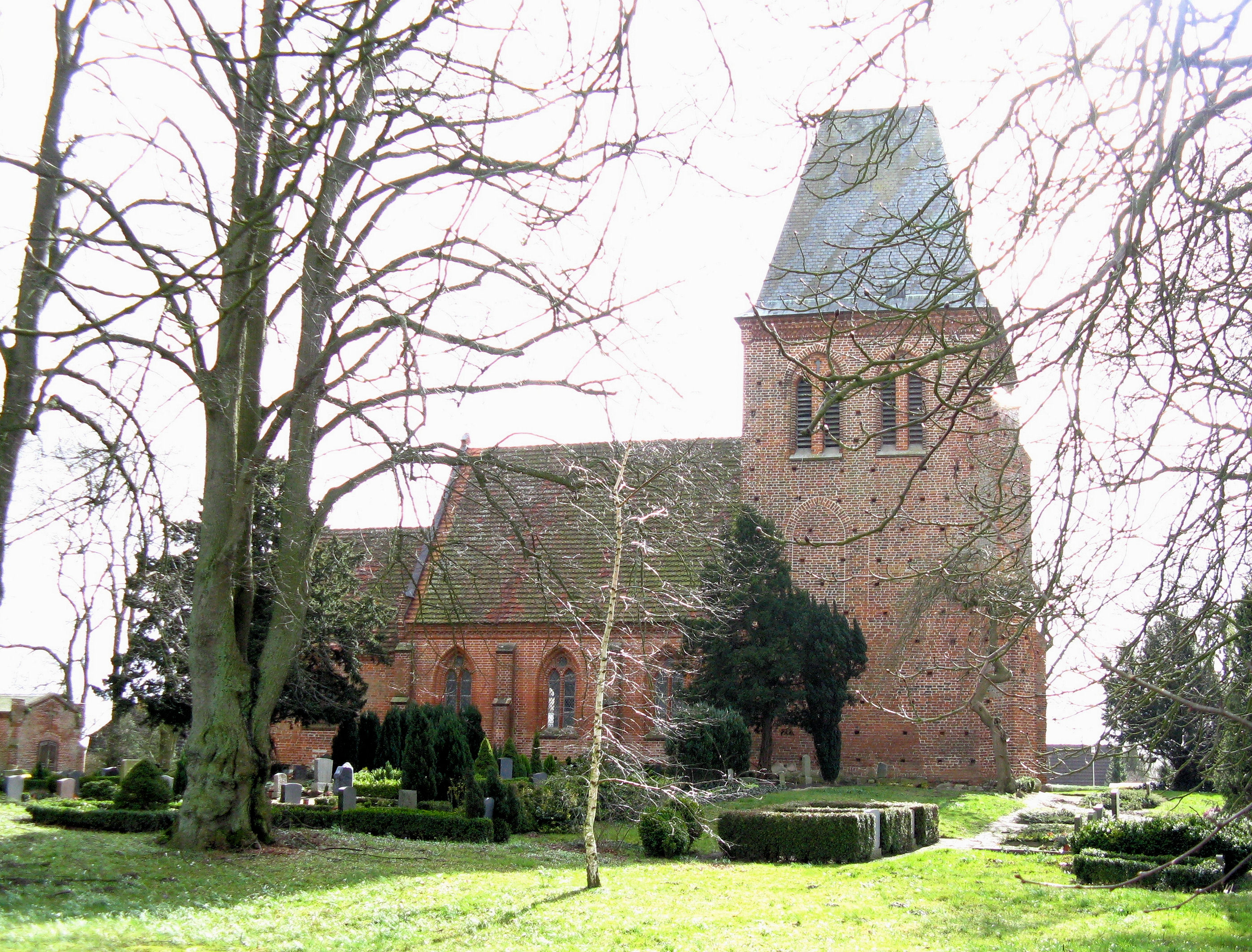
Ansicht von Norden (2008)

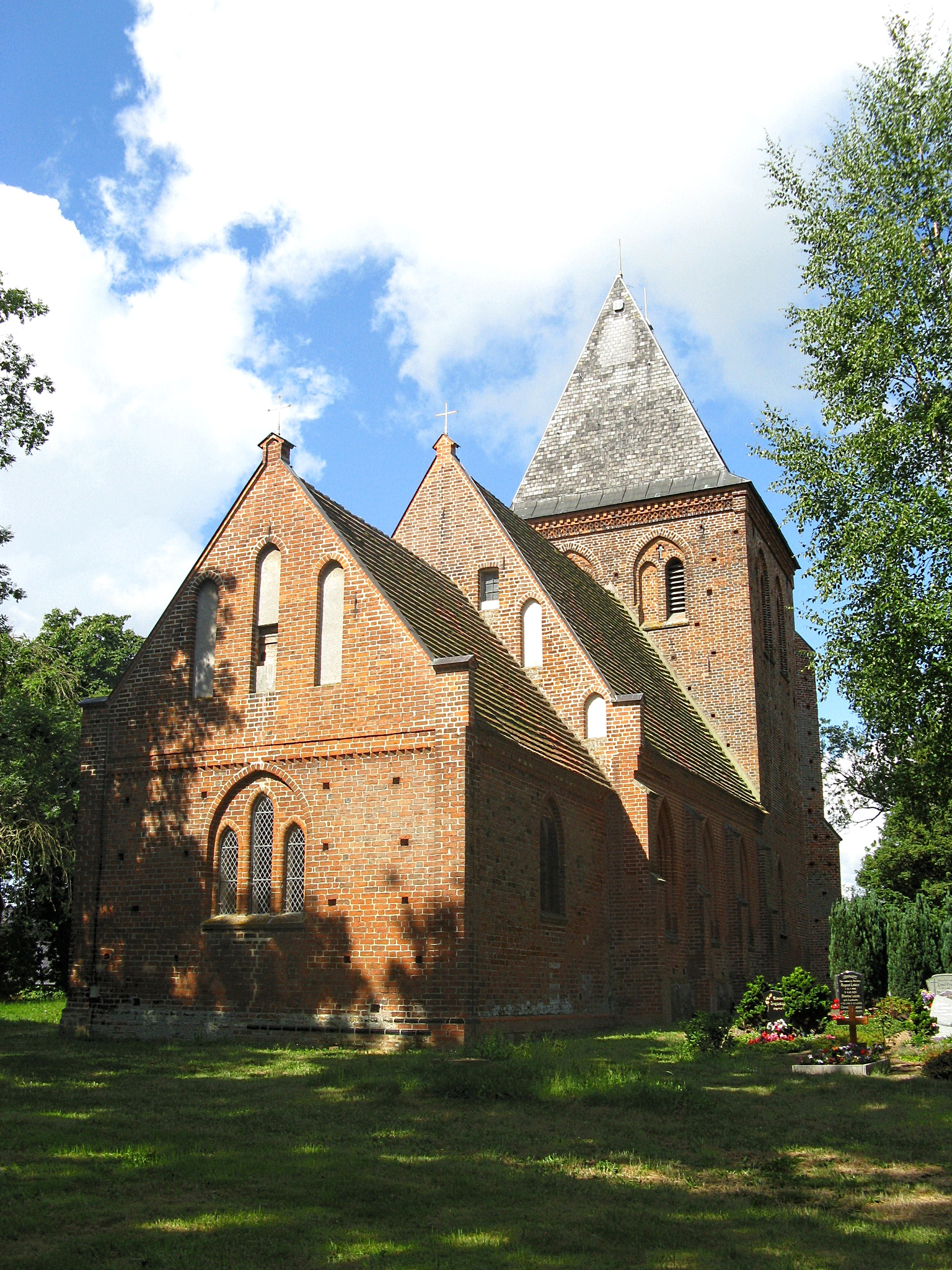
Ansicht von Osten (2008)

Die heutige Kirche aus dem 13. Jahrhundert muss einen Vorgängerbau gehabt haben, denn das Dorf Kerkstuke wurde bereits 1178 erstmals genannt. Ein Pfarrer Bernardus de Stuke ist sogar schon 1173 erwähnt, also zur Zeit von Berno, des ersten Bischofs am Dom zu Schwerin, mit dessen Bau damals gerade erst begonnen worden war. Im Zusammenhang mit einer 1227 erwähnten jährlichen Kornhebung an den Dom heißt es, dass der heilige Georg in besonderen Ehren zu halten sei. Es ist daher davon auszugehen, dass die Kirche ursprünglich eine Georgskirche war. Für dieses Patrozinium spricht auch, dass gleich drei Ausstattungsstücke mit Bildern des heiligen Georg versehen sind.

### Äußeres
Der stattliche einschiffige Backsteinbau besteht aus einem dreijochigen Schiff mit einem älteren, eingezogenen Chor und einem quadratischen, dreigeschossigen Westturm. Die Kirche stammt im Kern aus der Zeit um 1280. Der Chor zeigt noch die Gliederung mit Lisenen wie bei romanischen Bauwerken. Der Chorgiebel ist sparsam mit drei Blenden gegliedert. Ein Zahnschnittfries gliedert die Chortraufen und setzt sich unter dem Chorgiebel fort. Eine mit glasierten Backsteinen und einem Kämpferband aufwändig verzierte Priesterpforte führt auf der Südseite in den Chor.
Das höhere Schiff zeigt Strebepfeiler, die auf eine beabsichtigte Einwölbung schließen lassen, die allerdings nicht mehr ausgeführt wurde. Der quadratische, dreigeschossige Westturm in Schiffsbreite besitzt im Westen ein mehrfach abgetrepptes Portal, im mittleren Geschoss später zugesetzte Fenster und im Obergeschoss gekuppelte Schallöffnungen. Er wird durch ein Walmdach abgeschlossen, das dendrochronologisch auf 1458 datiert wurde.

### Inneres
Im Innern ist der Chor von einem gebusten Kreuzrippengewölbe über Eckdiensten überspannt. Das Schiff dagegen war ursprünglich mit einer Flachdecke versehen und wird heute von einer bei der Restaurierung 1857/58 angelegten hölzernen Decke abgeschlossen.

### Ausstattung
Die wertvollen Glasmalereien im nördlichen Chorfenster aus der Zeit um 1300 gehören zu den ältesten in Mecklenburg und zeigen einen Ritter unter einer frühgotischen Arkade, der als der Kirchenpatron Sankt Georg gedeutet wird. Eine Glasmalerei mit einer Kreuzigungsgruppe in architektonischem Rahmen wurde wohl um 1400 angefertigt. Weiterhin sind in den Bogenfeldern der Chorfenster etwa gleichzeitige Glasmalereien mit Heiligendarstellungen erhalten, die den in der Heilig-Geist-Kirche in Wismar erhaltenen Glasmalereien ähneln.
Eine Glocke mit dem Ton fis1+7 aus dem frühen 14. Jahrhundert mit Majuskelinschrift und der Darstellung eines Heiligen ist ebenfalls erhalten. Sie zeigt in der Inschrift Verwandtschaft mit der ebenfalls mittelalterlichen Glocke der Dorfkirche Hohenkirchen und stammt wahrscheinlich aus derselben Gießerei. Sie hängt in einem Glockenstuhl aus dem 15. Jahrhundert.
Der qualitätvolle gotische Flügelaltar aus der Zeit um 1430/40 zeigt im Schrein sechs Schnitzreliefs mit Szenen aus der Passion Christi und den heiligen Georg im Kampf mit dem Drachen. In den Flügeln sind die zwölf Apostel dargestellt, während die Malereien auf den Außenseiten der Flügel nicht erhalten sind. Ein ebenfalls mittelalterliches ausdrucksvolles Kruzifix an der Seitenwand im Schiff entstammt einer ehemaligen Triumphkreuzgruppe.
Ein Grabstein der 1573 verstorbenen Anna Hahn liegt jetzt vor dem Altar und zeigt die Verstorbene in einer ganzfigurigen Reliefdarstellung unter einer rundbogigen Arkade und ist mit Inschriften reich versehen. In seinen Ecken sind die vier Wappen der Familien von Hahn, von Plessen, von Sperling und von Pentz angebracht.
Am Eingang der Kirche ist die Kuppa eines mittelalterlichen Taufsteins aus Granit erhalten. Wesentlich älter ist ein Weihwasserbecken, das aus prähistorischer Zeit stammt und ursprünglich als Trogmühle diente.
Die Orgel ist ein Werk aus dem Jahr 1905 von Carl Börger mit fünf Registern und einer Transmission auf einem Manual und Pedal. Sie wurde 2019 restauriert.

## Förderverein
Die Restaurierung der Kirche wird von einem Förderverein unterstützt, der 2017 eine lobende Erwähnung beim Friedrich-Lisch-Denkmalpreis des Landes Mecklenburg-Vorpommern erhielt. Der Verein hat das Ziel, das Gebäude zu einem Zentrum der plattdeutschen Sprache zu machen. Neben den entsprechenden Kulturveranstaltungen haben vor allem die auf plattdeutsch gehaltenen Gottesdienste inzwischen eine Anziehungskraft auf breitere Besucherkreise entwickelt.

### Gedruckte Quellen
- Mecklenburgisches Urkundenbuch (MUB)
- Mecklenburgische Jahrbücher (MJB)

### Ungedruckte Quellen
Landeshauptarchiv Schwerin
- LHAS 5.12-3/1 Mecklenburg-Schwerinsches Ministerium des Innern.
- LHAS 5.12-4/3 Ministerium für Landwirtschaft, Domänen und Forsten. Abt. Siedlungswesen.
- LHAS 5.12-7/1 Mecklenburg-Schwerinsches Ministerium für Unterricht, Kunst, geistliche und Medizinalangelegenheiten.
- LHAS 9.1-1 Reichskammergericht. Prozeßakten 1495-1806.

Landeskirchliches Archiv Schwerin
- OKR Schwerin, Specialia, Abt. 2, Nr. 332 Kirch Stück und Groß Trebbow. Nr. 1. Beeidigung der Kirchenjuraten 1802. Nr. 2., Nr. 3. Organist und Küster 1853-1970, Nr. 4. Küsterpfründe 1897-1954. Nr. 7. Abgaben und Leistungen der Dorfschaft Wickendorf an die Kirche, Pfarre und Küsterei zu Kirch Stück 1865-1944. Nr. 9. Schul- und Küsteracker 1828-1829. Nr. 11. Auffahrtplatz für Wagen der nach Kirch Stück zu kirchlichen Handlungen kommenden Gemeindemitglieder 1878-1879. Nr. 12 Bauten. Nr. 13. Altarleuchter und Glocken der Kirche zu Kirch Stück sowie die Glockenfreiheit in der dortigen Gemeinde 1857-1922. Nr. 14. Kirchhof Kirch Stück 1856-1996.
- Nr. 332, 0501 Pfarrarchiv Kirch Stück, Rechnungsbuch 1703-1776.